# إدوارد إس. ميخائيل
إدوارد إس. ميخائيل (بالإنجليزية: Edward S. Michael)‏ هو ضابط أمريكي، ولد في 2 مايو 1918 في شيكاغو في الولايات المتحدة، وتوفي في 10 مايو 1994.